# Білогрудове
Білогрудове́ — село в Україні, у Голопристанській міській громаді Скадовського району Херсонської області. Населення становить 293 особи.

### Походження назви
Село Білогрудове було засноване в 1920 році переселенцями з сусідніх сіл. Воно отримало свою назву від однойменної балки, де воно розташоване. У 1946 році село було перейменовано на Червоний Яр, але у 1991 році його повернули до історичної назви Білогрудове.

### Населення
Згідно з переписом УРСР 1989 року чисельність наявного населення села становила 273 особи, з яких 131 чоловік та 142 жінки.
За переписом населення України 2001 року в селі мешкало 275 осіб.

### Мова
Розподіл населення за рідною мовою за даними перепису 2001 року:
| Мова       | Відсоток |
| ---------- | -------- |
| українська | 92,49 %  |
| російська  | 7,17 %   |
| білоруська | 0,34 %   |

### Клімат
Білогрудове має помірно-континентальний клімат з жарким літом і м'якою зимою. Середня температура влітку становить близько +25 °C, взимку – близько -1 °C. Опадів випадає приблизно 450 мм на рік.

### Російсько-українська війна
З лютого по червень становище в селі було невідомим. В червні внаслідок бойових дій село було захоплене російськими силами. Приблизно 23 грудня 2022 року населений пункт було звільнено. З 29-30 жовтня 2023 року село знаходиться під питанням.

### Відомі особистості
У поселенні народився:
- Мурашов Володимир Кирилович (1935—2015) — почесний громадянин м. Гола Пристань.